# Ouani (Komoren)
Ouani (auch: Wani) ist eine Stadt im Inselstaat der Komoren im Indischen Ozean.

## Geographie
Die Stadt liegt an der Nordküste der Insel Anjouan im Tal des Flusses Mro wa Mouji, welcher seine Quelle in Patsy hat und in der Bucht von Anjouan bei Ouani in den Ozean mündet. Östlich der Stadt erhebt sich der Gebirgsgrat Mzingajo und oberhalb der Stadt erstrecken sich Hochplateaus. Die Stadt liegt 5 km nordöstlich der Hauptstadt der Insel, Mutsamudu.
Der Flughafen von Anjouan, Flughafen Ouani (AJN), liegt am Nordrand von Ouani.

## Bevölkerung
2016 wurden 10.000 Einwohner gezählt.

## Persönlichkeiten
- Coralie Frei, Schriftstellerin[2]
- Loub Yacout Zaïdou, Politikerin.[3]